# نبرد چلدر
نبرد چلدر درگیری نظامی بود که در سال ۱۵۷۸ میلادی بین قوای عثمانی و سپاه قزلباش (ایران) اتفاق افتاد. این جنگ بخشی از نبردهای ایران و عثمانی در سال‌های ۱۵۷۸ تا ۱۵۹۰ بود و با اردوکشی مصطفی‌پاشا به قفقاز آغاز گردید. این جنگ مقدماتی را فراهم نمود که بخشی از خاک ایران به دست حکومت عثمانی بیفتد.

## اردوکشی مصطفی‌پاشا
در سال ۱۵۷۸ مصطفی‌پاشا به قفقاز اردو کشید. مصطفی پاشا در روز ۲۶ صفر ۹۸۶ قمری برابر با ۵ مه ۱۵۷۸ از اسکوتاری به قصد ایران حرکت کرد. در میان راه از طریق یکی از اسیران ایرانی نامه‌ای به شاه محمد خدابنده فرستاد که «به امر سلطان مراد سوم، ۲۰ هزار سوار، ۶۰۰ توپ و ۶ هزار تفنگچی به ایران می‌آید تا انتقام برادر او شاه اسماعیل دوم را از کشندگان وی بستاند و همچنین از جانب سلطان عثمانی مأمور است که مسیحیان گرجستان را از دست حکام ستمکار ایران آزاد کند.»
در همین حال پنج کشتی بزرگ و دو کشتی کوچک نیز که حامل سرباز، توپخانه و جنگ‌افزار بود، از طرف دولت عثمانی به بندر طرابوزان فرستاده شد. ضمناً سلطان عثمانی به محمدگرای‌خان تاتار پسر دولتگرای‌خان تاتار، که مطیع آن دولت بود، فرمان داد که با سپاهیان تاتار از جانب دشت خزر و دربند به ولایت شروان برود و به مصطفی‌پاشا بپیوندد.

## نامه شاه ایران به عثمانی
پس از رسیدن خبر حرکت مصطفی پاشا و حمله سپاه تاتار، شاه محمد خدابنده با مشاوره وزیر خویش میرزا سلمان جابری اصفهانی و دیگر امرای قزلباش، نامه‌ای صلح‌آمیز به مراد سوم نوشت و دلیل نقض پیمان آماسیه را پرسید ولی مأموران سپاه عثمانی، پیک را در مناطق مرزی دستگیر کرده و مانع رسیدن نامه به مراد سوم شدند.

## تعمیر قلعه قارص
مصطفی پاشا از راه ارزروم به ولایت قارص رفت و به تعمیر قلعه قارص مشغول شد در صورتی‌که یکی از مفاد عهدنامه آماسیه این بود که ولایت و قلعه قارص همیشه ویران بماند و طرفین به‌آباد کردن آنجا که منطقه بی‌طرفی میان ولایت چخور سعد (ارمنستان) از متصرفات ایران و ولایت ارزروم از ولایات عثمانی بود، نپردازند.

## نخستین برخورد
مصطفی پاشا از قارص وارد قفقاز شد و چون این خبر به قزوین رسید از سوی شاه محمد خدابنده به امیرخان موصلوی ترکمان (بیگلربیگی آذربایجان)، امامقلی‌خان قاجار (بیگلربیگی قره‌باغ) و محمدخان تخماق استاجلو (بیگلربیگی چخور سعد) دستور داد که به اتفاق یکدیگر از پیشروی قشون عثمانی جلوگیری کنند. سواران اماقلی‌خان قاجار و محمدخان تخماق استاجلو برای دفع حمله ترکان عثمانی به هم پیوستند ولی امیرخان موصلوی ترکمان به دلیل دشمنی که مابین طوایف ترکمان و استاجلو بود به آن دو نفر کمک نکرد. اماقلی‌خان قاجار و محمدخان تخماق استاجلو با قشون اندکی که داشتند توانستند تا حدودی از پیشرفت پیش‌قراولان سپاه عثمانی جلوگیری کنند و بسیاری از سرداران ترک و کرد ارتش مصطفی‌پاشا را بکشند اما نهایتاً در تاریخ ۱۰ اوت ۱۵۷۸ و در نزدیکی قلعه چلدر (شیطان قلعه) از قشون لله‌پاشا (مصطفی‌پاشا) شکست خوردند و به دلیل عدم یکدلی میان سرداران قزلباش بسیاری از سران و سربازان سپاه ایران کشته شدند و مصطفی‌پاشا دو کله منار از کشتگان ایرانی بر پا کرد.

## فتح تفلیس و شروان توسط عثمانی

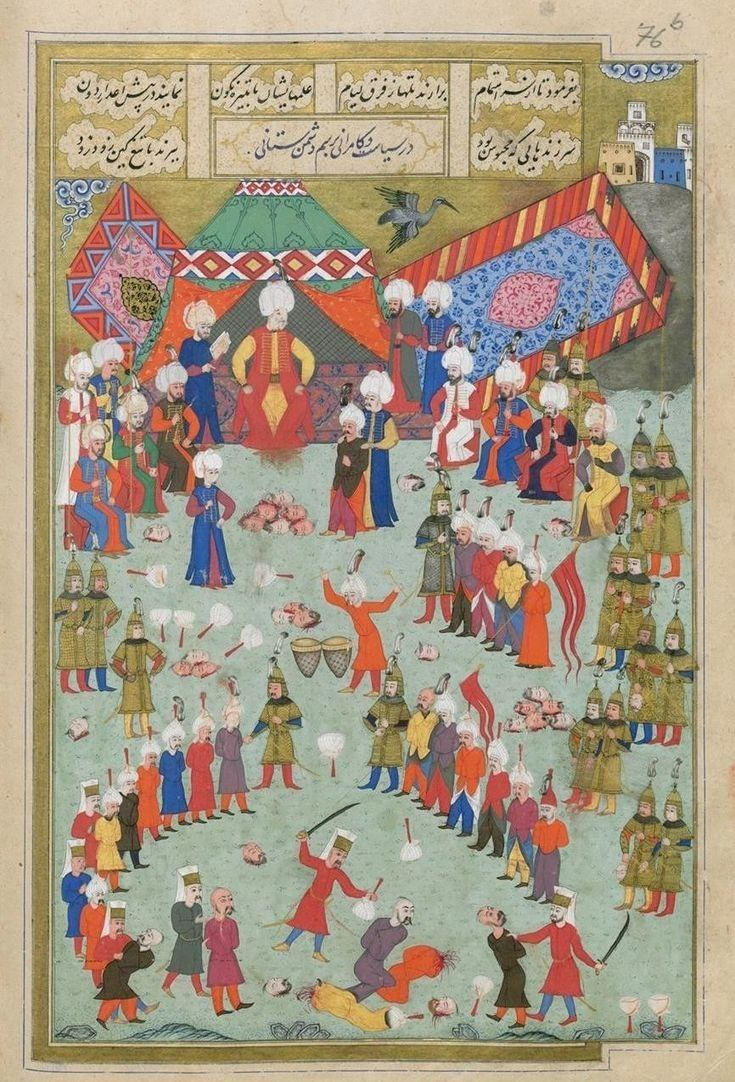
نگاره عثمانی گردن زدن اسرای قزلباش در حضور مصطفی پاشا پس از تصرف شروان.

مصطفی پاشا بعد از این پیروزی به خاک گرجستان رفت و قلعه تفلیس را هم با شهر گوری پایتخت سلاطین گرجستان (پادشاهی کارتلی) تصرف کرد و از آنجا به سوی شروان رفت. ارس‌خان (بیگلربیگی شروان) چون خویش را در مقابل قشون ترک ناتوان دید، آن ولایت را رها کرد. مصطفی پاشا شروان را نیز به راحتی گرفت و عثمان‌پاشا اوزدمر اوغلی از سرداران ترک را به حکومت آنجا منصوب کرد. وی سپس قلعه‌های بادکوبه، شماخی و ارس را مستحکم ساخت و در شوال ۹۸۶ قمری (دسامبر ۱۵۷۸ میلادی) برای گذراندن زمستان به ارزروم بازگشت.

## حرکت قوای ایران از قزوین
هنگامی که به قزوین خبر رسید که لشکر عثمانی گرجستان و شروان را تصرف کرده‌است، مهد علیا (خیرالنساء بیگم) (همسر شاه ایران) که زمام امور کشور را در دست داشت، فرمان گردآوری سپاه داد و به همراه پسر ارشد خود حمزه میرزا (ولیعهد) و گروهی از سران دولت و امرای قزلباش به قصد سد کردن راه قشون عثمانی، مسیر آذربایجان را پیش گرفتند و در قره‌باغ توقف کردند.

## تصرف شروان توسط ایران
چون در همان اوان به فرمان سلطان عثمانی گروهی از سپاهیان تاتار نیز از طرف محمدگرای خان به کمک قوای عثمانی به شروان تاخته و گروهی از سرداران و سپاهیان قزلباش را کشته بودند، میرزا سلمان جابری اصفهانی با چند نفر از سران لشکر مأمور شدند که به شروان بروند و سپاه عثمانی و تاتار را از آنجا به عقب برانند. در جنگی که بین سپاه عثمانی و ایرانی، در نزدیکی قلعه شماخی درگرفت سپاه عثمانی شکست خورد و عادل‌گرای خان برادر شاه تاتاری اسیر شد. عثمان‌پاشا اوزدمر اوغلی (حاکم جدیدعثمانی شروان) نیز قلعه شماخی را رها کرد و به دربند عقب‌نشینی کرد و بخش بزرگی از ولایت شروان دوباره به تصرف ایران درآمد.

## عواقب داخلی برای ایران
در این جنگ، به دلیل عدم هماهنگی و وجود اختلاف بین مهدعلیا و سران قزلباش، امرای قزلباش کم‌کم نسبت به فرامین همسر شاه ناخرسند و خشگمین شدند. این اختلاف تا چند سال بعد بیشتر شد و بعد از ماجرای انتقام میرزا خان، امرای قزلباش وی را به قتل رساندند.

## عزیمت شاه به تبریز و درگیری‌های پس از جنگ
پس از مرگ مهدعلیا در اواخر سال ۹۸۷ قمری (۱۵۷۹ میلادی)، شاه محمد خدابنده به قصد جلوگیری از پیشرفت قوای عثمانی و پس گرفتن ولایات از دست رفته، راهی آذربایجان گردید و تبریز را مرکز اردو و عملیات نظامی خود قرار داد. در این هنگام قسمت باختری آذربایجان، یعنی نواحی سلماس، خوی و ارومیه تا مراغه به تصرف سپاه عثمانی درآمده بود و مصطفی‌پاشا (لله‌پاشا) پس از تصرف گرجستان و دژهای تفلیس و گوری، برای گذراندن زمستان به ارزروم بازگشته بود. از آنجا نیز بهرام‌پاشا سردار عثمانی را با سی‌هزار سرباز مأمور گرجستان ساخته و حسن‌پاشا سردار دیگر را با چهل‌هزار سوار به ایروان فرستاده و قصد داشت خود نیز در آغاز بهار (۱۵۸۰ میلادی) برای تسخیر آذربایجان و شروان حرکت کند. عثمان‌پاشا اوزدمر اوغلی دیگر امیر عثمانی نیز دژ دربند را در تسخیر خود داشت و حکام داغستان و طوایف لزگی و سرداران تاتار را به ترکتازی در شروان و قراباغ تحریک می‌کرد.